# Wrzesień 2008

## 1 września2008
- Sarah Palin została kandydatem na wiceprezydenta USA z ramienia partii republikańskiej[1].

## 3 września2008
- Zbigniew Ziobro, były minister sprawiedliwości, zrzekł się immunitetu poselskiego[2].

## 4 września2008
- Urząd Ochrony Konkurencji i Konsumentów nałożył ponad 1,2 mln zł kary na Stowarzyszenie Autorów ZAiKS i Stowarzyszenie Filmowców Polskich za nielegalną zmowę mającą na celu eliminację konkurencji pomiędzy nimi[3].

## 6 września2008
- Kolegium Elekcyjne wybrało na nowego prezydenta Pakistanu Asifa Ali Zardariego, wdowca po Benazir Bhutto, z Pakistańskiej Partii Ludowej. (BBC News)
- Huragan Hanna uderzył w Stany Zjednoczone na granicy stanów Karolina Północna i Południowa około godziny 3:20 czasu lokalnego. (CNN.com)
- Polska para taneczna Edyta Herbuś i Marcin Mroczek zajęła pierwsze miejsce w Tanecznym Konkursie Eurowizji 2008[4].

## 7 września2008
- W pierwszym wyborach w Angoli od 1992 roku miażdżącą przewagą głosów wygrał Ludowy Ruch Wyzwolenia Angoli lepiej znany jako MPLA[5].

## 10 września2008
- Uruchomiony został Wielki Zderzacz Hadronów – największy na świecie akcelerator cząsteczek, umiejscowiony w CERN. O godzinie 10:28 czasu lokalnego pierwsza wiązka protonów pokonała trasę 27 kilometrów – przeszła przez cały obwód Zderzacza.[6][7]

## 12 września2008
- Huragan Ike po uderzeniu w Kubę, Haiti, Bahamy i Turks i Caicos przesunął się w stronę amerykańskiego wybrzeża, nawiedzając centralne stany USA w następnych dniach, powodując olbrzymie straty niespotykanymi wiatrami nawet wewnątrz kontynentu. (The Age (Australia))

## 14 września2008
- W Permie u podnóża Uralu rozbił się tuż przed podejściem do lądowania Boeing 737 rosyjskich linii Aerofłot. Zginęło 88 osób. Samolot, który należał do krajowego przewoźnika Aerofłot-Nord, wyleciał z moskiewskiego lotniska Szeremietiewo o godzinie 1:12 tamtejszego czasu. (Gazeta.pl)

## 15 września2008
- W związku z trwającym kryzysem kredytów hipotecznych w USA bank Lehman Brothers ogłosił upadłość, a Merrill Lynch został przejęty przez Bank of America. (Gazeta Wyborcza)

## 16 września2008
- System Rezerwy Federalnej USA ogłosił plan ratunkowy dla ubezpieczyciela American International Group. Fed zgodził się na udzielenie pożyczki w wysokości 85 mld USD w zamian za pakiet 79,9% udziałów w spółce[8]. (New York Times)

## 17 września2008
- Międzynarodowa Unia Astronomiczna zakwalifikowała Haumeę jako piątą planetę karłowatą w Układzie Słonecznym. Jej nazwa wzięła się od imienia hawajskiego bóstwa Haumea. (IAU)

## 18 września2008
- Cipi Liwni została wybrana na przewodniczącą izraelskiej partii Kadima[9].
- W Lozannie otwarto drugą linię metra w Szwajcarii[10].

## 20 września2008
- Prezydent RPA Thabo Mbeki ogłosił rezygnację ze stanowiska po tym, jak wezwała do tego jego partia – Afrykański Kongres Narodowy. (psz.pl)
- Film Mała Moskwa w reżyserii Waldemara Krzystka zdobył Złote Lwy na 33. Festiwalu Polskich Filmów Fabularnych w Gdyni[11].
- Jens Voigt zwyciężył w klasyfikacji generalnej 65. Tour de Pologne. (Sport.pl)

## 21 września2008
- Kryzys kredytów hipotecznych wysokiego ryzyka zaskutkował interwencją finansową rządu i Kongresu Stanów Zjednoczonych, w celu przejęcia zadłużenia zagrożonych banków. Jej skala została oszacowana na co najmniej 700 mld dolarów. (The Age (Australia), Newsweek (USA), BBC (Wielka Brytania))
- Hiszpańscy naukowcy ogłosili odkrycie w przestrzeni kosmicznej związku organicznego o nazwie naftalen, jest to najbardziej złożony organiczny związek chemiczny odkryty do tej pory w przestrzeni kosmicznej. Odkrycia dokonano w konstelacji Perseusza w kierunku gwiazdy Cernis 52. Odkrycie to oznacza, że z dużą dozą prawdopodobieństwa można przyjąć, iż materiał, z którego uformował się układ Słoneczny mógł zawierać kluczowe cząstki prebiotycznej zupy pierwotnej z której powstało życie na Ziemi.[12]
- W wyborach parlamentarnych w Słowenii wygrali Socjalistyczni Demokraci Boruta Pahora, pokonując Słoweńską Partię Demokratyczną premiera Janeza Janšy[13].

## 22 września2008
- Edward Natapei został wybrany na premiera Vanuatu[14].

## 24 września2008
- Zgromadzenie Narodowe wybrało Tarō Asō z Partii Liberalno-Demokratycznej na nowego premiera Japonii[15].

## 25 września2008
- Kgalema Motlanthe został zaprzysiężony na prezydenta RPA, zastępując na tym stanowisku Thabo Mbekiego[16].
- W ramach chińskiego programu kosmicznego z kosmodromu Jiuquan wystartowała trzecia misja załogowa Shenzhou 7 z trzema taikonautami na pokładzie[17].
- Wskutek pogłębiającego się kryzysu finansowego spowodowanego handlem kredytami hipotecznymi wysokiego ryzyka zbankrutował bank Washington Mutual w Seattle w USA. Szybko przeprowadzone postępowanie upadłościowe dotyczy największej upadłości banku w historii świata: jego mienie zostało odsprzedane bankowi JP Morgan Chase w Nowym Jorku.[18]

## 28 września2008
- Na Białorusi odbyły się wybory parlamentarne. Według wstępnych wyników do sejmu nie dostał się żaden przedstawiciel opozycji.[19]
- W Austrii odbyły się przedterminowe wybory parlamentarne. Wstępne wyniki wskazują na zwycięstwo SPÖ (BBC News)
- W Bawarii odbyły się wybory do Landtagu[20].
- W Brandenburgii odbyły się wybory do Landtagu[21].
- W Ekwadorze odbyło się referendum w sprawie przyjęcia nowej konstytucji[22].
- Skonstruowana przez firmę SpaceX rakieta nośna Falcon 1 została pierwszym prywatnym pojazdem, który wyniósł ładunek na orbitę okołoziemską. (gazeta.pl)
- Podczas maratonu w Berlinie etiopski długodystansowiec Haile Gebrselassie ustanowił nowy rekord świata na tym dystansie z czasem 2:03:59. (reuters)

## 29 września2008
- Izba Reprezentantów USA niespodziewanie odrzuciła plan ratunkowy Henry’ego Paulsona, sekretarza skarbu w administracji George’a W. Busha. Za planem wykupu długów głosowało 140 Demokratów (95 było przeciw) i tylko 65 Republikanów (133 przeciw). Decyzja Izby wywołała dramatyczne spadki na giełdach: indeks DJIA spadł o 778 punktów – był to największy jego spadek w historii.[23][24] (Rzeczpospolita)
- Ogłoszono plan ratowania niemieckiej grupy bankowej Hypo Real Estate, specjalizującej się w komercyjnych kredytach hipotecznych. Plan forsowany przez niemiecki rząd i nadzór finansowy przewidywał udzielenie konsorcjum HRE gwarancji rządowych na sumę 26,6 mld euro. Resztę z 35 mld euro miały dostarczyć prywatne instytucje finansowe. Byłaby to największa tego typu interwencja ratunkowa w historii Niemiec – jednakże już 4 października instytucje prywatne ogłosiły wycofanie swojego poparcia dla planu.[25] (Deutsche Welle)

## 30 września2008
- Rząd Irlandii ogłosił objęcie państwowymi gwarancjami całości wkładów w sześciu bankach o krajowym kapitale: Allied Irish Banks, Bank of Ireland, Anglo Irish Bank, Irish Life&Permanent, Irish Nationwide Building Society oraz Educational Building Society. Gwarancji udzielono na wszystkie zobowiązania krajowych banków, także wobec kredytodawców zagranicznych. Jeszcze 20 września rząd irlandzki podniósł górną granicę ochrony wkładów bankowych – do 100 tys. euro[26].